# Trimmatom pharus
Trimmatom pharus és una espècie de peix de la família dels gòbids i de l'ordre dels perciformes.

## Hàbitat
És un peix marí, de clima tropical i associat als esculls de corall que viu entre 0-3 m de fondària.

## Distribució geogràfica
Es troba a Austràlia, Txagos, Indonèsia, el Japó, Papua Nova Guinea, les Filipines, les Seychelles i Salomó.

## Observacions
És inofensiu per als humans.